# John Ledyard (Ökonom)
John Odell Ledyard (* 1943) ist ein US-amerikanischer Wirtschaftswissenschaftler, -informatiker und Hochschullehrer.

## Werdegang, Forschung und Lehre
Ledyard studierte zunächst am Wabash College, das er 1963 mit dem Titel eines Artium Baccalaureus verließ. Anschließend wechselte er auf die Purdue University, an der er 1965 als Master of Science und zwei Jahre später als Ph.D. graduierte. Ab 1967 war er Assistant Professor an der Carnegie Mellon University, die er 1970 in Richtung Northwestern University verließ. Hier stieg er 1971 zum Associate Professor auf, ehe er 1975 zum ordentlichen Professor berufen wurde. Nach einer kurzen Unterbrechung als Stipendiat von 1977 bis 1978 am California Institute of Technology kehrte er an die Northwestern University zurück, wo er 1982 zum Dekan des Weinberg College of Arts and Sciences aufstieg. 1983 wurde er auf den Sydney-G.-Harris-Lehrstuhl für Sozialwissenschaften an der Northwestern University berufen, den er 1985 zugunsten einer Professorenstelle am California Institute of Technology aufgab. Dort wurde er 2002 auf die Allen-and-Lenabelle-Davis-Professur berufen. 1999 wurde er in die American Academy of Arts and Sciences gewählt.
Ledyards Arbeitsschwerpunkt liegt im Bereich der theoretischen Beschreibung der Mechanismus-Design-Theorie und ihrer praktischen Anwendung. Dabei wirkte er an der Entwicklung computerbasierter Modelle für Emissionsrechtehandel, Ressourcenmanagement oder dem Tauschen selten gehandelter Wertpapiere mit. Gemeinsam mit Theodore Groves entwickelte er ein Modell zur Beschreibung optimaler Allokationen öffentlicher Güter, das unter dem Namen Groves-Ledyard-Mechanismus Eingang in die wissenschaftliche Literatur fand.